# 吴承仕
吴承仕（1884年3月20日—1939年9月21日），字检斋，号展成，又号济安。中国经学家、古文字学家、教育家。与黄侃并称“北吴南黄”两大经学大师，与黄侃、钱玄同并称章门三大弟子。

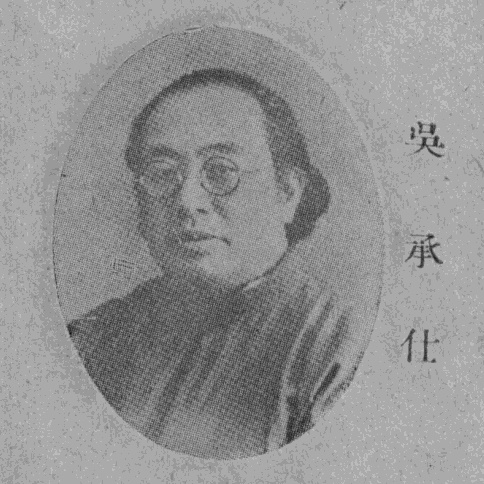

## 生平
1884年3月20日生于安徽歙县昌溪。幼读私塾，1901年应试中秀才，次年中举，1907年举贡会考获一等第一名，点为大理院主事。1912年任司法部佥事。1914年探望被监禁的章太炎，:1 求学于章太炎，笔录其口述为《菿汉微言》。1918年参与昆曲研究会，借古讽今抨击北洋政府，:2 1923年见研究会被曹锟笼络而退出。1924年，著作《经籍旧音辩证》正式出版，章太炎题辞。:3 年末任北京师范大学国文系主任，同时被聘为中国大学、北京大学、东北大学教授。1926年秋任中国大学国学系主任，:4,15-16 在任期间，编制了教学大纲，改革了课程。:21 與學者邵瑞彭、高步瀛等創辦「思辨社」。
1927年4月8日闻李大钊等被捕后设法营救，4月29日闻李大钊等被害，辞去司法部佥事之职，:16 继任北京师范大学国文系主任。1930年受范文澜、齐燕铭等影响接触马克思主义著作。:5 1931年9月闻九一八事变，任北京师范大学教授会主席，一致通电南京政府要求抗日。:6 1933年为中国大学国学系增加《社会科学概论》、《新俄文学选读》等课程，:20 聘请吕振羽、黄松龄、李达、陈伯达等讲课。:133 1934年5月创办双月刊《文史》，年底被查禁。1935年10月创办月刊《盍旦》（仅出版五期）。:7 1935年12月参与一二·九运动，参与新华门前集会，和学生一起参加游行示威，:8 参与发起北平文化界救国会。:27 1936年与张友渔、黄松龄、杨秀峰等创办《时代文化》杂志。:8 1936年初章太炎邀请南下，3月回绝，6月闻章太炎逝世，在北京主持追悼会，共致挽联并自为挽联。夏，为中国大学新生国文试题命题并阅卷，许多参加一二·九运动而被开除的学生被录取。:132 秋，秘密加入中国共产党。:9
1937年5月与张友渔、黄松龄、杨秀峰等发起组织新启蒙学会。:9 七七事变、北京沦陷后前往天津，避居于英租界小白楼，为地下抗日刊物《时代周刊》撰文并筹措经费。:10 1938年初拒任北京师范大学校长。:29 1939年8月天津水患，回北京，寄居于一商人家中。9月11日入北京协和医院治疗，诊断为伤寒，已肠穿孔，旧病支气管炎并发，9月21日逝世。:10

## 纪念
毛泽东曾派人至天津接吴至延安，因水灾而未成。:10 吴承仕死后，时人以为吴承仕“被日寇逮捕，业已壮烈殉国”，1940年4月14日，延安举行追悼蔡元培吴承仕先生大会，到会代表千余人，:297 16日，延安举行吴承仕追悼大会，毛泽东送挽联“老成凋谢”，周恩来挽联为“孤悬敌区，舍身成仁，不愧青年训导；重整国学，努力启蒙，足资后学楷模。”吴玉章挽联为“爱祖国山河，爱民族文化，尤爱马列主义真理，学贯中西，善识优于苍水；受军阀迫害，受同事排挤，终受日寇毒刃摧残，气吞楼虏，壮烈比诸文山。”:30 中共七大列入烈士名单。:136 陈伯达、吕振羽、齐燕铭、张友渔、张致祥、许承尧、孟超等写文章悼念。
1984年3月18日，北京各界人士在全国政协礼堂集会纪念吴承仕诞辰一百周年。 3月27日，《人民日报》发表蒋南翔文章《纪念吴承仕同志诞生一百周年》。:128 有《吴承仕同志诞生百周年纪念文集》出版。
庄华峰系统收集相关史料编成《吴承仕研究资料集》，以纪念吴承仕逝世五十周年。:127

## 著作
吴承仕临终托付遗稿于孙人和，后散佚。1949年后，吴承仕部分手稿由齐燕铭收藏，后移交中华书局。:122 1982年后由启功、黄寿祺等整理，:124 由中华书局出版《经籍旧音序录》、《经籍旧音辨正》、《经典释文序录疏证》，由北京师范大学出版社出版《淮南旧注校理》、《论衡校释》、《检斋读书提要》、《吴承仕文录》、《吴承仕藏章炳麟论学集》。:125

## 评价
- 自评（1937年）：“承仕幼承庭诰，长受业于章太炎先生之门，服官法界计二十年，……至于立身行道，表里如一，一事不妄为，一语不妄发，一介不妄取，硁硁自守之节，老而弥笃，则诚足以质天地而告鬼神者也。”[7]:29
- 章太炎：“检斋文不如季刚，而为学笃实过之。”“及吾门得辨声音训诂者，其惟检斋乎！”[6]:236
- 潘伯鹰：“歙县吴检斋先生，大节凛然，天下所仰经师人师者也。……读其隐约危苦之辞，而胸中勃郁刚大之气，自震耀于行间。虽吉光片羽，而先生负荷天下之重者，犹然具见”。[7]:30
- 侯外庐：“吴承仕先生真正是值得大家永远敬仰的学者。吴承仕先生是章太炎的弟子，我常拿他与鲁迅先生比较，在太炎门下，有两位弟子通过全然不同的路程，殊途同归，都走向信仰马克思主义，这是一个非常值得注意的问题。”[10]
- 蒋南翔：“他不仅是一位著名的经学家、古文字学家和教育家，更重要的是，他由一位硕学鸿儒转变为马克思主义的革命者，光荣的中国共产党党员。”“他从前清的举人发展成为战斗的马克思主义者。他经历这样漫长曲折的战斗历程，是举世稀有的。”[11]
- 被认为是“用唯物史观研究经学的第一人”[12]，“第一个用马克思主义观点研究经学的人”[13]。